# Elephant Nature Park

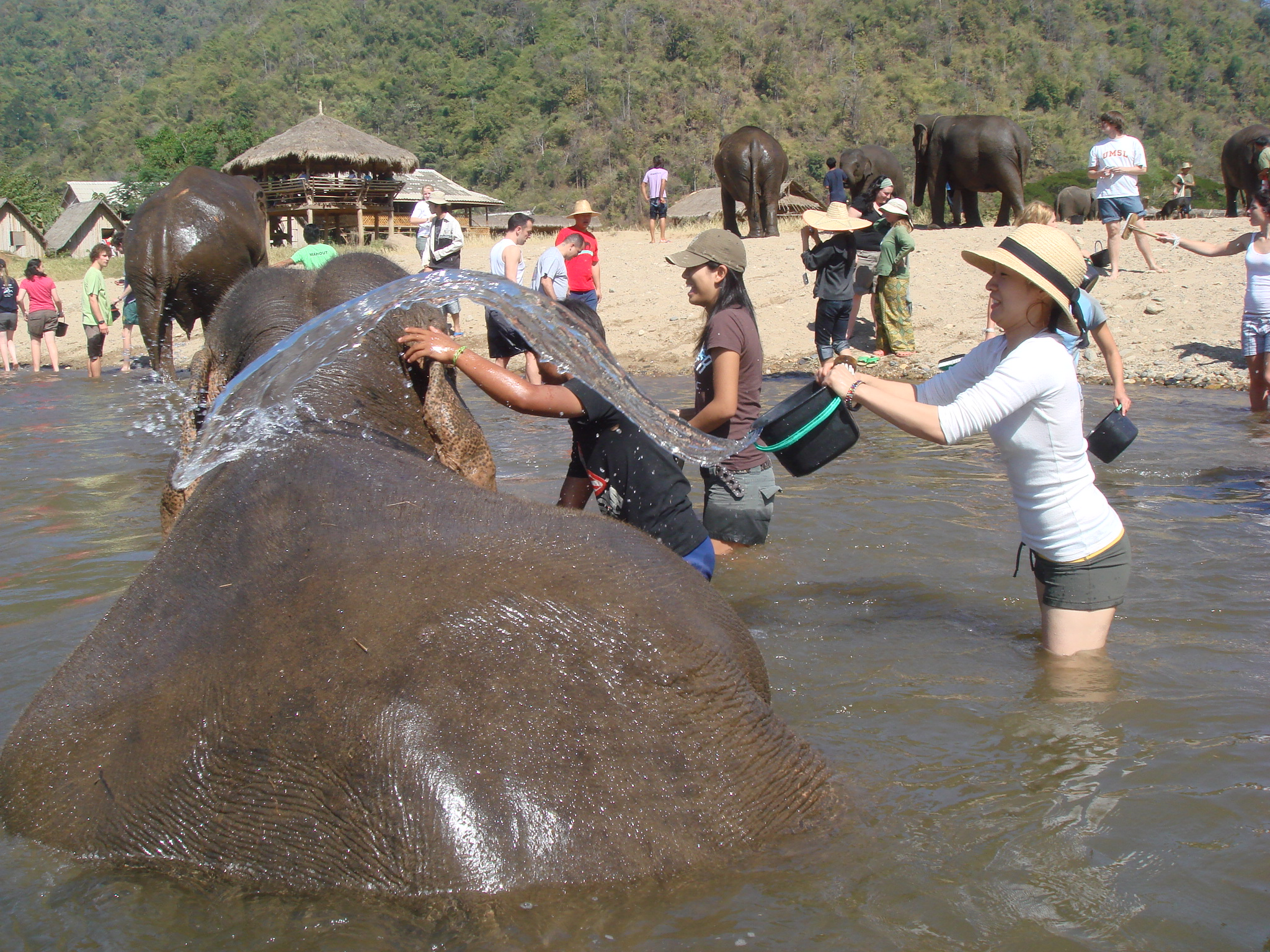
Volontärer badar en grupp elefanter.

Elephant Nature Park är en specialpark för elefanter i norra Thailand, omkring 60 km från Chiang Mai City. I parken får elefanter som tidigare misskötts, utsatts för våld o.s.v., en fristad. Parken, som grundades på 1990-talet, har fått en rad utmärkelser för sitt arbete för elefanterna. 

## Utmärkelser
- 2003 Guest of Honor of the US Humane Society's Genesis Awards[1]
- 2005 Time magazine's list of  "Asia's Heroes"[2]
- 2006 Earth Day Award
- 2006Honoris causa Doctor of Veterinarian Science from HM Crown Prince of Thailand[3]
- 2008 Outstanding Woman of Thailand Award [4]